# ズール (音楽)
ズール（Zeuhl）は、1960年代にフランスで生まれたプログレッシブ・ロックのスタイル。
ピッチフォーク・メディアのドミニク・レオーネ（ミュージシャン・執筆家）は、このスタイルについて「集団演奏、詠唱される合唱モチーフ、鬱屈した空気、打楽器の反復、突然の爆発的な即興、不気味なミニマル・トランス・ロックといったものを含み、異星人のロック・オペラのように聞こえるようなものである」と言っている。
この言葉の由来は、マグマのクリスチャン・ヴァンデが作成した言語であるコバイア語から来ている。 彼はそれが「天上」を意味すると言った。「ズール・ミュージックとは『振動的音楽（vibratory music）』を意味します。『L'esprit au travers de la matière（物質を通じて伝わる精神）』。それがズールです。ズールはまたお腹の中で振動する音でもあります。ズール（Zeuhl）という言葉を非常にゆっくりと発音させ、最初に文字『Z』を強調すると、体が振動するように感じるでしょう」。
もともとマグマの音楽にのみ適用された用語「ズール」は、1970年代からフランスのバンドによって制作された同様の音楽を表現するために使用されるようになっていった。

## 代表的なアーティスト
- デューン（Dün フランス）
- ハッピー・ファミリー（日本）
- 高円寺百景（日本）
- マグマ（Magma フランス）
- ノア（Noa フランス）
- ルインズ（日本）
- シュブ・ニグラス（Shub-Niggurath フランス）
- ヴィドルジェ（Weidorje フランス）
- ザオ（Zao フランス）